# 肖爾塔山脈

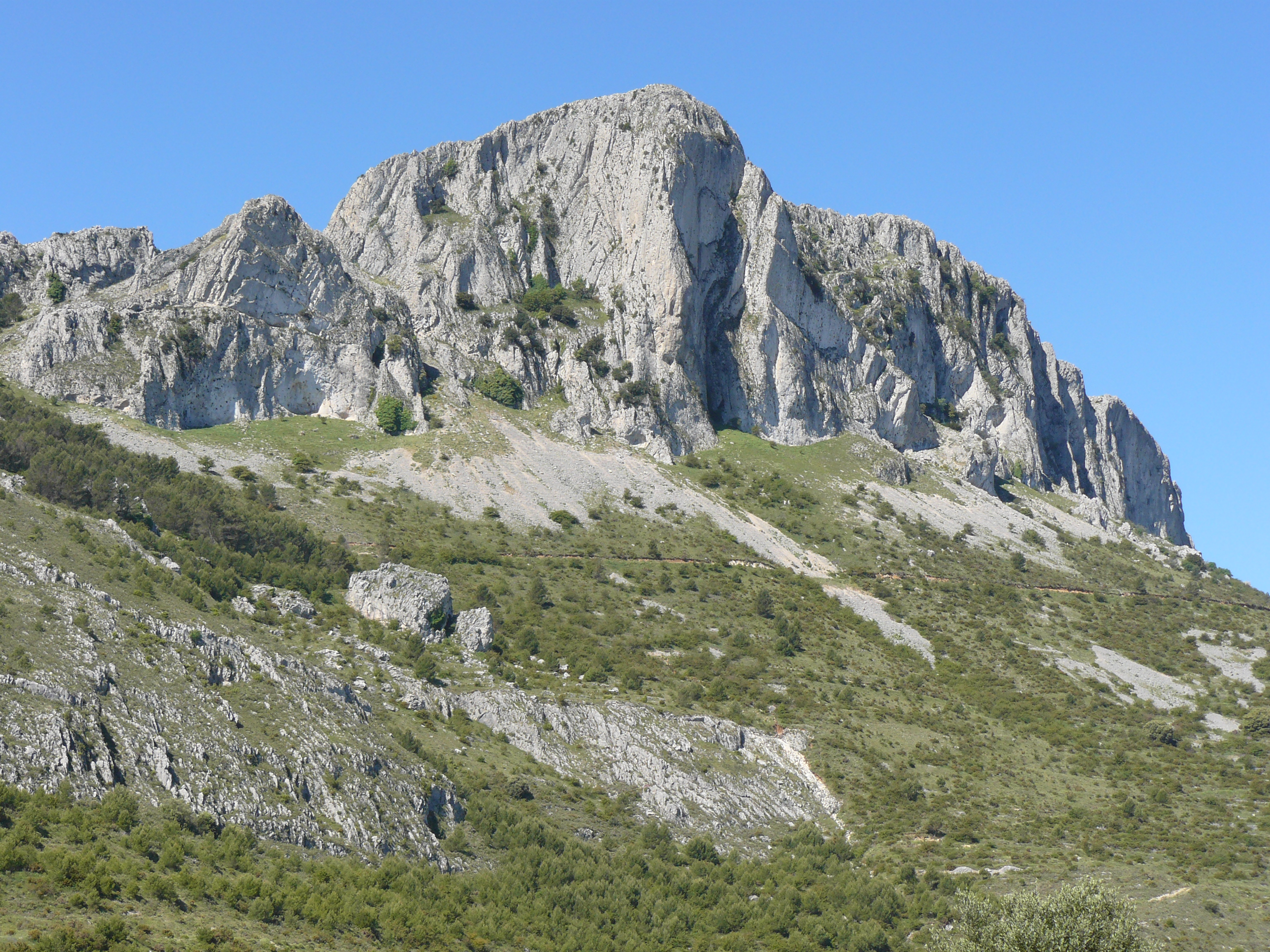

38°41′41.14″N 0°9′48.48″W / 38.6947611°N 0.1634667°W
肖爾塔山脈，是西班牙的山脈，位於巴倫西亞自治區的阿利坎特省，屬於普雷貝蒂科山脈中塞雷利亞山脈的一部分，最高點海拔高度1,220米。